# Corallorhiza ekmanii
Corallorhiza ekmanii är en orkidéart som beskrevs av Rudolf Mansfeld. Corallorhiza ekmanii ingår i släktet korallrötter, och familjen orkidéer. Inga underarter finns listade i Catalogue of Life.